# 弓浦市
『弓浦市』（ゆみうらし）は、川端康成の短編小説。30年前に九州の「弓浦市」という町で会って求婚されたと言う婦人の来訪に戸惑う小説家の奇妙な体験の物語。突然訪れた一人の婦人の言葉により、虚と実の間の空間に誘われてゆく主人公の心理が描かれ、婦人の妄想の過去と推測されるにもかかわらず、その語りの細部や、真実らしさに、読者も主人公と共に「あやしい時空」に引き込まれてゆくような、狂気と隣り合わせの異様な世界が提示されている作品となっている。実話怪談系のサイコ・ホラーにも一脈通ずる作品でもある。

## 発表経過
1958年（昭和33年）、雑誌『新潮』1月号に掲載され、同年4月30日に新潮社より刊行の『富士の初雪』に収録された。その後1962年（昭和37年）8月に新潮社より刊行の『川端康成全集 第11巻』や、1981年（昭和56年）3月20日刊行の新版『川端康成全集第8巻』に収録された。現行版は講談社文芸文庫より『再婚者・弓浦市』として刊行されている。

## 作品背景・作風
「新感覚派」と呼ばれていた時代から、心霊学への関心を持っていた川端康成は、フランスの天文学者で心霊学者のカミーユ・フラマリオンによる心霊学の書『未知の世界へ』（アルス社、1924年）などを愛読し、初期の心霊小説『白い満月』、『抒情歌』などの神秘主義的な作品に生かされてきたが、川端は晩年にいたるまで、こういった「心霊」と「性愛」というモチーフを基調とした「怪談嗜好」の作品をしばしば執筆してきた。
『弓浦市』（1958年）は、そういった作風の作品群の中でも、晩年の作品に位置し、のちの『片腕』（1963年）などと共に、川端が戦後に到達した「幽玄」、「妖美」な名品の一つとされている。

## あらすじ
ある12月の初め、小説家・香住庄介宅へ1人の婦人が突然来訪し、30年前に九州の「弓浦市」でお会いしたと言い、香住を懐かしむ。30年前というと、香住はまだ独身で24、5歳だったが、その婦人と会った記憶もなく、当時20歳の娘であった婦人の部屋へ行った覚えはなく戸惑った。婦人は香住が先輩作家たちと九州へ来たと言うが、香住にはそれが定かではなく、その頃先輩作家たちが長崎へ行った事実だけしかなかった。しかし婦人の語りの中の、美しい夕焼けが弓形の港に映える情景や、彼女の髪型の話や部屋での場面描写など、内容は細部にわたり、しだいに香住は自分が忘れているだけかもしれないとも思ったりする。香住は年齢にしては人並はずれて記憶力が衰退していたので、自分の記憶を呼び醒まそうとするが、娘だった婦人の部屋がまったく思い浮かばなかった。
婦人が帰りの挨拶をし、香住の先客たちより先に退散し廊下に出た。香住が見送ろうと座敷の障子を閉めると、婦人は急に体つきを緩め、いつか抱かれたことのある男に見せる体つきになった。玄関で草履をはく婦人に香住は、自分が弓浦市の彼女の部屋へ行ったのかをあらためて聞くと、婦人は「はい」と振り返り、香住からその時に求婚されたと告げた。しかしその時すでに婦人は現在の夫と婚約していたために、断ったのだという。婦人は自分の若い頃とそっくりだという娘の写真を香住に見せ、涙声で、いつか娘を連れて来るから、あの時の私を見てくださいと訴えた。婦人は妊娠中のつわりがひどく、少し頭がおかしくなったことや、お腹の子が香住の子だと、包丁を研ぎながら思ったことを話し出す。婦人は香住のことを2人の子供にも話しているという。
香住は婦人が自分のせいで、異常な不幸に陥り、家庭の不和になっていると感じ、彼女が香住への追憶によって慰められているのかもしれないと思った。しかし「弓浦」という町で香住に邂逅した過去は、婦人に強く生きているらしかったが、彼女を抱いて罪を犯したかもしれない自分には、その過去が消え失せてなくなっていた。婦人が帰った後、香住は3人の先客たちと日本地図をめくり、九州から「弓浦市」を捜すがどこにもなかった。香住は自分が九州へ行ったか記憶を辿るが、戦争中に海軍の報道班員として特攻隊の基地へ行ったことと、長崎の原爆の後を見に行った記憶だけだった。先客たちは、婦人の幻想か妄想だと一笑にふしたが、香住は婦人の話を半信半疑で聞き、記憶を探しながら自分の頭もおかしいのではと思わずにいられなかった。
この場合「弓浦市」という町は実在しなかったが、他に、香住自身の中には存在しないが、他人に記憶されている自分の過去はどれだけあるか分からず、それは、今日の婦人が香住の死後にも、「弓浦市」で香住が結婚を申し込んだと思い込んでいることと同じようなものだと香住は思った。

## 登場人物
香住庄介
54、5歳。小説家。仕事柄、よく自宅に客が訪れる。
婦人
50歳くらい。名前は村野（旧姓は田井）。歳よりも若く見え、色白で頬に薄い赤み。目が大きい。中年太りはしてなく、世帯やつれは見えない。小柄で小顔。短い指に指輪はない。生れは静岡だが、継母と合わず、九州の「弓浦市」の縁者の所に預けられていたという。現在、夫は沼津の神社の神官で、息子と娘がいるが、夫婦不和で、婦人は東京に逃げている。
先客たち
婦人より先に来訪していた3人の相客。それぞれ別々に来ていたが、お互い要件が済むと談笑。婦人客が来ると、婦人の語りの気配に押し黙り、彼女の話は直接聞かない風にしているが、聞こえている。
多枝
香住庄介の娘。婦人客を父のいる座敷へ通す。
記憶の中の人物たち
香住は若い頃、10歳ほど年上の先輩作家である貴田弘と秋山久郎に親しく引き立ててもらった。彼らは故人となっている。

## 作品評価・研究
中河与一は、幽霊や魂というような「不可知の世界」についての事実談のようなものを書いていた神秘主義者・カミーユ・フラマリオンの心霊学の書を、川端が愛読していたことに触れ、そのフラマリオンの影響が川端において重大なものであったと考察しながら、川端の『弓浦市』や『無言』には特にそれがあるとし、そういう部類の作品には、「不思議と優れたものが多い気がする」と評している。
東雅夫は川端のことを、生涯にわたり「心霊」と「性愛」というモチーフを憑かれたように追い求め、それを「幽艶凄美を極める恋愛怪談」の数々に結晶化させた「稀有な作家」だと評しつつ、その怪談的な作風の一作『弓浦市』を「幽玄なる怪異譚」だとし、その後に発表された『片腕』、『不死』、『白馬』などと共に、作者・川端が到達しえた「妖美の極み」が思うさまに堪能できる作品だと解説している。また同年に発表された『無言』と共に『弓浦市』には、「実話怪談系のサイコ・ホラー」とも一脈通ずる、川端の「怪談嗜好」があり、それが晩年にいたるまで衰えていなかったことが見られる作品だとして、「一驚に喫する」ものだと推奨している。
長谷川泉は、『弓浦市』が川端の若き日の恋人・伊藤初代の思い出と『伊豆の踊子』の思い出が融合したものとし、舞台地が伊豆大島の波浮港がイメージされると考察している。
原善は、金井景子が「弓浦市」という空間を実態のない「箱庭化された日本」「架空の日本」だと論じたことを、焦点が「日本」の方に偏ってしまい肝心の「架空」という本質に絞られていないとして、「（川端にとっては）日本のみが架空なのではなく、テクストという架空の時空間が問題」だと考察している。そして『弓浦市』という小説は、「記憶という形の虚構＝小説が、事実ではなくともかえってリアリティを与えてしまう在りようを通して、小説の持つ意味を追求するメタ小説」だと論じている。
森本穫は『弓浦市』が、「狂気と隣り合わせた異様な世界」を読者の前に提示しているとし、その世界とは、私たちが日常生活の中で忘れている「冥（くら）い裂目」のような、「もう一つの空間」であると解説している。そして、1人の婦人の言葉によって、読者も主人公・香住と共に、「虚と実のあわいの空間」に誘われてゆくとし、婦人の語る過去の出来事が「妄想から描き出した夢」であろうと容易に推測できるにもかかわらず、その真実らしいディテールにより、読者は次第に「あやしい時空に引き込まれてゆく」と考察している。また森本は、「五十を少し出て」いるが、歳よりも若く見える婦人の「残り火のような妖艶さをにじませた雰囲気」や、突然ひらめくように「狂気」が顔を覗かせる瞬間（「台所で刃物を研いで……」の一節など）が、全体にみなぎっているとし、こういった緊張感も、『弓浦市』を「ただならぬものにしている点」で、見逃せないと評している。
そして作品の眼目として、婦人が帰った後に、「弓浦市」がどこにもない地だと判り、婦人の話が「妄想」だと断定されたその瞬間から、主人公の香住が、「なかったはずの遠い過去の時間を、ほとんど生きはじめる」ところだと森本は解説し、作品の最後の一節と、川端が『十六歳の日記』（1925年）の「あとがき」で語った次のような一節の類似性を指摘している。
森本はこれに関連し、婦人が「思い出」のことを神の恩寵（「神さまのお恵み」）であるとする言葉も重要だとし、主人公・香住が最初は婦人に対し、「その国の生者と死者のやうな隔絶」を覚えていたのが、終結部では、むしろ婦人の描き出した「虚妄の世界」に共鳴していることを挙げ、それは明らかに現実とは次元を異にする「時空を超越したかのような別世界」だと論考しながら、こういった「底知れぬ沼のような不気味な世界」に読者を放り出したまま、鮮やかに作品が閉じられる『弓浦市』は、「みごとというほかない」と評している。
鈴村和成は、『弓浦市』を「見えない結婚」をアレゴリカルに描いた作品だと評し、実在しない「弓浦市」の思い出話を婦人の「幻想が妄想」と片づける同席の客たちとは違い、主人公の作家（川端とほぼ等身大）は「自分の頭もおかしい」と思わずにいられない点に触れながら、主人公は、自分自身は忘却しているが、「他人に記憶されている」過去を、「どれほどあるか知れない」と考える、と説明し、「弓浦市」での「結婚」の申し込みは、一笑にふされるのではなくて、一種の心霊の領域に移されると解説している。そして、婦人にはこの「結婚」は見えているが、主人公の作家には見えないとし、この「透視」のレベルでは、「弓浦市」の実在はもう問われず、婦人が見て、作家には見えないという、「見える、見えないの境目」に、「弓浦市」が立つことになると論考している。

## おもな収録刊行本

### 単行本
- 『富士の初雪』（新潮社、1958年4月30日）
  - 装幀：町春草。帯文：中村光夫「冷徹な孤独」。付録：川端康成「あとがき」。267頁
  - 収録作品：「あの国この国」「並木」「自然」「雨だれ」「岩に菊」「富士の初雪」「無言」「夫のしない」「弓浦市」「船遊女」
- 『再婚者・弓浦市』（講談社文芸文庫、1994年7月10日）
  - カバー装幀：菊地信義。解説：鈴村和成「見えない結婚」。作家案内―川端康成：平山三男「戦後川端文学の意味――分裂する二つの時計」。著書目録（作成：川端香男里）
  - 収録作品：「再婚者」「岩に菊」「無言」「水月」「夢がつくった小説」「弓浦市」「夫のしない」「二人」「匂う娘」「髪は長く」「竹の声桃の花」
- 『川端康成集 片腕〈文豪怪談傑作選〉』（ちくま文庫、2006年7月10日）
  - カバー装幀：山田英春、金井田英津子。編集・解説：東雅夫「心霊と性愛と」
  - 収録作品：
    - 「片腕」「ちよ」「処女作の祟り」
    - 怪談集1―「女」
    - 怪談集2―「恐しい愛」
    - 怪談集3―「歴史」「心中」「龍宮の乙姫」「霊柩車」「屋上の金魚」「顕微鏡怪談」「卵」「不死」「白馬」
    - 「白い満月」「花ある写真」「抒情歌」「慰霊歌」「無言」「弓浦市」「地獄」「故郷」「岩に菊」「離合」「薔薇の幽霊」「蚤女」「Oasis of Death ロオド・ダンセニイ」「古賀春江」「時代の祝福」
- 『川端康成異相短篇集』（中公文庫、2022年6月25日）
  - 編集：高原英里。解説：高原英里「編者解説」
  - 収録作品：「心中」「白い満月」「地獄」「故郷」「離合」「冬の曲」「朝雲」「死体紹介人」「蛇」「犬」「赤い喪服」「毛眼鏡の歌」「弓浦市」「めずらしい人」「無言」「たまゆら」「感情」「二黒」「眠り薬」

### 全集
- 『川端康成全集第11巻 みづうみ・眠れる美女』（新潮社、1969年6月25日）
  - カバー題字：松井如流。菊判変形。函入。口絵写真2葉：著者小影、光琳牡丹絵皿（尾形光琳）
  - 収録作品：「みづうみ」「故郷」「あの国この国」「弓浦市」「並木」「船遊女」「古里の音」「眠れる美女」「呉清源棋談」
- 『川端康成全集第8巻 小説8』（新潮社、1981年3月20日）
  - カバー題字：東山魁夷。四六判。函入。
  - 収録作品：「再婚者」「岩に菊」「冬の半日」「白雪」「見ない人」「自然」「明月」「富士の初雪」「無言」「あちらこちらで」「水月」「小春日」「横町」「離合」「船遊女」「故郷」「多年生」「夢がつくつた小説」「雨だれ」「あの国この国」「弓浦市」「並木」「夫のしない」「古里の音」「二人」「匂ふ娘」「人間のなか」「片腕」「髪は長く」「竹の声桃の花」「隅田川」

### アンソロジー
- 『短編の愉楽2―近代小説のなかの異空間』（有精堂出版、1991年3月）
  - 解説：森本穫（弓浦市）
  - 収録作品：幸田露伴「縁外縁」、森鷗外「うたかたの記」、泉鏡花「竜潭譚」、夏目漱石「夢十夜」、永井荷風「狐」、内田百閒「冥途」、谷崎潤一郎「人魚の嘆き」、芥川龍之介「奉教人の死」、江戸川乱歩「押絵と旅する男」、梶井基次郎「闇の絵巻」、坂口安吾「風博士」、牧野信一「ゼーロン」、太宰治「魚服記」、萩原朔太郎「猫町」、井伏鱒二「へんろう宿」、中島敦「文字禍」、川端康成「弓浦市」
- 『ちくま小説選――高校生のための近現代文学エッセンス』（筑摩書房、2013年10月）
  - 編集：紅野謙介、清水良典
  - 収録作品：いしいしんじ「ミケーネ」、芥川龍之介「ピアノ」、樋口一葉「わかれ道」、ガブリエル・ガルシア＝マルケス「最近のある日」（桑名一博訳）、内田百閒「件」、 大江健三郎「怒りの大気に冷たい嬰児が立ちあがって」、津島佑子「指」、森鷗外「普請中」、稲垣足穂「七話集」、谷崎潤一郎「秘密」、高橋源一郎「さよならクリストファー・ロビン」、川端康成「弓浦市」、円地文子「歌のふるさと」、ジョージ・オーウェル「絞首刑」（小野寺健訳）、夏目漱石「それから」、堀江敏「ボトルシップを燃やす」、尾崎翠「歩行」、津村記久子「ブラックボックス」、太宰治「新釈諸国噺：裸川」、三島由紀夫「海と夕焼」、耕治人「どんなご縁で」、町田康「一言主の神」

## 派生作品・オマージュ作品
※出典は
- 海にゆらぐ糸（大庭みな子、1988年10月）
- シナプスの入江（清水義範、1993年4月）
- 最高の任務（乗代雄介、2019年12月）